# Theridion bergi
Theridion bergi är en spindelart som beskrevs av Claude Lévi 1963. Theridion bergi ingår i släktet Theridion och familjen klotspindlar. Inga underarter finns listade i Catalogue of Life.